# Alexandru Ciocan
Alexandru Niculae Ciocan, né le 22 mars 1978 à Bucarest, est un coureur cycliste roumain.

## Palmarès sur route

### Par année
- 2005
  -  Champion de Roumanie du contre-la-montre
  - 2e du championnat de Roumanie sur route
- 2006
  - 3e du championnat de Roumanie du contre-la-montre
- 2007
  - 2e étape du Trofeul Primaverii
  - Cupa Stirom
  - 1re et 7e étapes du Tour de Roumanie
- 2008
  -  Champion de Roumanie sur route
  - 1re et 4e étapes du Tour de la Dobroudja
  - 3e du championnat de Roumanie du contre-la-montre
- 2009
  - 3e étapes du Tour de la Dobroudja
  - 2e du championnat de Roumanie sur route
- 2010
  - 2e étape de la Cupa Mazicon
  - 2e de la Cupa Mazicon
- 2011
  - 2e du championnat de Roumanie sur route
- 2013
  - GP Iaşi Circuit

### Classements mondiaux
| Année           | 2006   | 2007   | 2008 | 2009 | 2010 | 2011 | 2012   |
| --------------- | ------ | ------ | ---- | ---- | ---- | ---- | ------ |
| UCI Europe Tour | 1 162e | 1 351e | 321e | 682e |      | 465e | 1 014e |

## Palmarès sur piste

### Championnats des Balkans
- Athènes 2005
  -  Médaillé de bronze de la poursuite par équipes

## Palmarès en cyclo-cross
- 1998-1999
  - 2e du championnat de Roumanie de cyclo-cross espoirs